# Green Bay (Wisconsin)
Green Bay (Zelený Záliv v češtině) je město ve státě Wisconsin v USA. Sídlí v něm správa okresu Brown County. Podle údajů ze sčítání lidu z roku 2020 mělo 107 395 obyvatel. Leží v nejzazším bodě zátoky Green Bay, u ústí řeky Fox River, v nadmořské výšce 177 m n. m. Nachází se asi 180 km na sever od Milwaukee, největšího města státu.
Město slouží jako přístav na Michiganském jezeře.

## Historie
Prvním Evropanem, který doputoval na místo dnešního města Green Bay, byl francouzsko-kanadský průzkumník Jean Nicolet v roce 1634. V následujících letech existovala na místě osada známá jako La Baye nebo la Baie des Puants. Roku 1671 byla zřízena jezuitská misie, roku 1717 přibyla pevnost. Pod britskou nadvládu se osada dostala roku 1761. Jak přibývalo britských usedlíků, používal se pro ni stále běžněji název Green Bay. Roku 1783 se stala součástí Spojených států amerických.
Roku 1816 vybudovala armáda Spojených států na břehu řeky Fox River pevnost Fort Howard. První wisconsinské noviny, nazývané Green Bay Intelligencer, zde byly poprvé vydány roku 1833. Kolem roku 1850 měla obec 1923 obyvatel. Městský statut jí byl udělen roku 1854. Na železniční síť bylo město napojeno v 60. letech 19. století. Od roku 1868 je město sídlem biskupa římskokatolické diecéze Green Bay. Okolo roku 1950 mělo již 52 735 obyvatel.

## Doprava
Austin Straubel International Airport je mezinárodní letiště na okraji Green Bay. Toto malé letiště je vzdáleno od města 15 minut. Hlavní letecké spojení má s Chicagem 8× denně, dále s Milwaukee, Minneapolis, Detroitem, Cincinnati a Marquette. Cesta autem trvá po mezistátní dálnici do Chicaga 3 hodiny, letecky 50 minut. Vzdálenost z Green Bay do největšího města státu Wisconsin, Milwaukee, je 180 km.

## Sport
Nejpopulárnějším sportem v Green Bay je americký fotbal, místní tým Green Bay Packers hraje celostátní ligu NFL. Packers hrají na stadionu Lambeau Field s kapacitou téměř 70 tisíc diváků. Dalšími oblíbenými sporty jsou zde lední hokej, baseball, rybaření a golf.